# Zinjibar
Zinjibar (també Zindjibar) és una ciutat de la costa sud del Iemen, a l'est d'Aden, governació de l'Abyan. El centre de la ciutat es troba a uns 5 km a l'interior però avui dia s'ha unit amb l'assentament pescador de la costa. La ciutat tenia una població estimada el 2005 de 71.000 habitants i és la capital de la governació d'Abyan (amb 450.000 habitants).
Escollida pels britànics com a seu administrativa regional el 1944, el sultà de Fadli va romandre a Sukhra; el naib i hereu del soldanat, que des del 1958 controlava el govern del soldanat, fou proclamat sultà pels britànics el 1962 i fou el primer que va residir a efectes pràctics a Zinjibar, tot i que el palau que constituïa la residència oficial era a Sukhra. Des de 2010 fou objecte de combats entre l'exèrcit iemenita (de fet nordiemenita) i guerrillers islamistes. El juliol de 2011 els guerrillers controlaven part de la ciutat i de la governació.
Zinjibar fou el nom que es va donar a la costa africana de l'oceà Índic pels comerciants àrabs. L'illa de Zanzíbar deriva el seu nom de Zinjibar.